# Lygodactylus inexpectatus
Espèce
Statut de conservation UICN

 DD  : Données insuffisantes
Lygodactylus inexpectatus est une espèce de geckos de la famille des Gekkonidae.

## Répartition
Cette espèce est endémique de Tanzanie.

## Description
C'est un gecko arboricole de taille modeste.

## Publication originale
- Pasteur, 1965 "1964" : Notes préliminaires sur les lygodactyles (gekkonidés). IV. Diagnoses de quelques formes africaines et malgaches. Bulletin du Muséum National d'Histoire Naturelle, Paris, vol. 36, p. 311-314.